# Station Zielonka
Station Zielonka is een spoorwegstation in de Poolse stad Zielonka.